# Сайдулаев, Адам Хусимович
А́дам Хуси́мович Сайдула́ев (13 октября 1956, Кзыл-Орда — 9 октября 2022) — советский тяжелоатлет, мастер спорта СССР международного класса, многократный чемпион и рекордсмен СССР, многократный рекордсмен мира, многократный обладатель Кубка СССР, Заслуженный тренер СССР.

## Спортивная биография
Чеченец. Родился в депортации. Первый чеченский тяжелоатлет, который вышел на международный помост и первый чеченец, ставший рекордсменом мира. Выступал в весовой категории до 90 кг. Его тренером был Ибрагим Кодзоев.
- Двукратный чемпион мира и Европы среди юниоров (1975, 1976)
- Чемпионат СССР по тяжёлой атлетике 1976 года — ;
- Чемпионат СССР по тяжёлой атлетике 1977 года — ;
- Чемпионат СССР по тяжёлой атлетике 1978 года — ;
- Чемпионат СССР по тяжёлой атлетике 1979 года — ;
- Чемпионат СССР по тяжёлой атлетике 1981 года — ;
- Чемпионат СССР по тяжёлой атлетике 1982 года — ;
- Четырёхкратный обладатель Кубка СССР (1976, 1977, 1981, 1982).
- Серебряный призёр чемпионата Европы 1976 года (Берлин).

Обладатель ряда мировых рекордов. На Кубке СССР 23 декабря 1981 года в Донецке за один вечер обновил 4 рекорда мира.
После окончания спортивной карьеры перешёл на тренерскую работу. Был тренером по тяжёлой атлетике сборной команды Вооружённых Сил СССР.

## Мировые рекорды
| Дата       | Место  | Весовая категория | Движение | Результат |
| ---------- | ------ | ----------------- | -------- | --------- |
| 1978       | Баку   | Полутяжёлая       | Толчок   | 222       |
| 20.2.1979  | Львов  | Полутяжёлая       | Толчок   | 225,5     |
| 20.2.1979  | Львов  | Полутяжёлая       | Сумма    | 400,0     |
| 23.12.1981 | Донецк | Полутяжёлая       | Толчок   | 227,5     |
| 23.12.1981 | Донецк | Полутяжёлая       | Рывок    | 186,0     |
| 23.12.1981 | Донецк | Полутяжёлая       | Толчок   | 227,5     |
| 23.12.1981 | Донецк | Полутяжёлая       | Сумма    | 407,5     |
| 23.12.1981 | Донецк | Полутяжёлая       | Сумма    | 412,5     |
| 1981       | Фрунзе | Полутяжёлая       | Сумма    | [ 2 ]     |
| 1981       | Львов  | Полутяжёлая       | Толчок   | 231,0     |
| 1981       | Львов  | Полутяжёлая       | Сумма    | [ 2 ]     |

## Семья
У Адама Сайдулаева два брата и четыре сестры. Братья Муса (1961 года рождения) и Магомед под влиянием старшего брата также стали тяжелоатлетами и добились серьёзных успехов — стали мастерами спорта, чемпионами страны среди юниоров, призёрами международных турниров.